# Amaneció
Amaneció es el undécimo y, por ahora, penúltimo disco de la banda española de Punk rock, Boikot, procedente de Madrid. Su lanzamiento se produjo en 2008.
En el disco se encuentran varias versiones como Skalashnikov versión del tema Kalashnikov del compositor nacido en Sarajevo Goran Bregović, también Bubamara es una canción del director de cine y músico serbio Emir Kusturika y también interpretada por Goran Bregovic. Y para cerrar el disco una pista adicional del cantante y guitarrista bosnio Teo Krilic. La banda buscó su inspiración en la región de los balcanes

## Lista de canciones
1. Amaneció
2. Insert Coin
3. Skalashnikov
4. Juntos tú y yo
5. Miro alrededor
6. Hoy he vuelto a caer
7. Bubamara
8. Grito en Alto
9. Jaula de cristal
10. Las noches sin dormir
11. Madre
12. No hay que olvidar
13. Cudna jada od mostara arada (Teo Krilic)